# برنهارد لانغ
برنهارد لانغ (بالألمانية: Bernhard Lang)‏ هو موسيقي وملحن نمساوي، ولد في 24 فبراير 1957 في لينتس في النمسا.

## وصلات خارجية
- الموقع الرسمي
- برنهارد لانغ على موقع IMDb (الإنجليزية)
- برنهارد لانغ على موقع مونزينجر (الألمانية)
- برنهارد لانغ على موقع ميوزك برينز (الإنجليزية)
- برنهارد لانغ على موقع ديسكوغز (الإنجليزية)